# Tình yêu kì lạ của Alex
Tình yêu kì lạ của Alex (tên gốc tiếng Anh: Alex Strangelove) là một bộ phim hài kịch lãng mạn của Mỹ năm 2018 do Craig Johnson đảm nhiệm vai trò đạo diễn và biên kịch. Phim có sự tham gia của Daniel Doheny, Antonio Marziale và Madeline Weinstein. Tình yêu kì lạ của Alex được công chiếu ra mắt tại Liên hoan phim quốc tế San Francisco vào ngày 14 tháng 4 năm 2018. Phim được phát hành vào ngày 8 tháng 6 năm 2018 trên nền tảng Netflix.

## Nội dung
Alex Truelove, học sinh trung học từ lâu đã là bạn thân với Claire, nhưng sau khi phát hiện ra mẹ mình đang được kiểm tra ung thư, cô và Alex hôn nhau và bắt đầu hẹn hò. Họ dự định đặt phòng khách sạn và quan hệ tình dục lần đầu tiên. Trong một bữa tiệc, Alex gặp Elliot, một thiếu niên đồng tính công khai.
Alex tiếp tục tương tác với Elliot, người có cảm tình với Alex, khiến anh nghi ngờ về giới tính của mình. Anh ta thú nhận với bạn mình Del rằng anh ta tin rằng anh ta có thể là người lưỡng tính, nhưng Del nói rằng anh ta chỉ lo lắng về việc mất trinh tiết cho Claire và sự lo lắng của anh ta đã đưa anh ta đến một kết luận sai lầm. Một ngày nọ khi đi chơi trong phòng ngủ của Elliot, Alex hôn anh ta, nhưng ngay lập tức hối hận và xông ra ngoài.
Trong buổi tối lần đầu tiên họ quan hệ tình dục, Alex thừa nhận với Claire rằng anh ta có tình cảm với người khác và cô đã ném anh ta ra ngoài. Tránh Elliot, Alex đến một bữa tiệc nơi anh say sưa ngủ với một cô gái anh chỉ mới gặp. Claire bắt chúng và Alex đuổi cô vào màn đêm. Anh ta rơi vào một bể bơi, nơi những ký ức từ kiếp trước quay trở lại với anh ta. Claire tìm thấy anh ta bên ngoài bể bơi, lúc đó anh ta nói với cô rằng anh ta là người đồng tính. Dù sao họ vẫn quyết định đi vũ hội cùng nhau.
Tại buổi vũ hội, Claire tiết lộ rằng cô đã mời Elliot đến buổi hẹn hò thực sự của Alex, biết rằng cả hai sẽ không thực sự di chuyển mà không cần cô "vượt qua dùi cui". Trong khi Alex ban đầu quan tâm đến mọi người theo dõi anh, anh quyết định rằng tình cảm của anh dành cho Elliot mạnh mẽ hơn và hôn anh.
Câu chuyện kết thúc bằng việc Alex tạo ra một video với Claire kể chi tiết về sự ra mắt của anh ấy, được phủ lên bằng những video phát hành ngoài đời thực từ nhiều cá nhân khác.

## Diễn viên
- Daniel Doheny vai Alex Truelove
- Antonio Marziale vai Elliot
- Madeline Weinstein vai Claire
- Daniel Zolghadri vai Dell
- Nik Dodani vai Blake
- Fred Hechinger vai Josh
- Annie Q. vai Sophie Hicks
- Ayden Mayeri vai Hilary
- Kathryn Erbe vai Helen
- Joanna P. Adler vai Holly Truelove
- William Ragsdale vai Ron Truelove
- Isabella Amara vai Gretchen
- Sophie Faulkenberry vai Sierra
- Dante Costabile vai Dakota
- Isley Reust vai Isley
- Jesse James Keitel vai Sidney

## Sản xuất
Vào tháng 5 năm 2016, các nguồn tin xác nhận Craig Johnson sẽ đảm nhiệm vai trò biên kịch và đạo diễn bộ phim, với Jared Goldman, Ben Stiller và Nicholas Weinstock sản xuất bộ phim, dưới vai trò Red Hour Films. STX Entertainment sẽ phân phối phim. Vào tháng 4 năm 2017, Netflix đã mua lại bộ phim, với STX Entertainment vẫn đang sản xuất bộ phim. Cùng tháng đó, Daniel Doheny tham gia dàn diễn viên của bộ phim. Vào tháng 6 năm 2017, Nik Dodani và Antonio Marziale đã tham gia vào dàn diễn viên của bộ phim. Quay phim chính bắt đầu vào tháng 5 năm 2017.

## Phát hành
Tình yêu kì lạ của Alex được công chiếu ra mắt tại Liên hoan phim quốc tế San Francisco vào ngày 14 tháng 4 năm 2018. Phim được phát hành vào ngày 8 tháng 6 năm 2018 trên nền tảng Netflix.

## Đón nhận
Trên Rotten Tomatoes, bộ phim có tỷ lệ đánh giá 80% dựa trên 25 đánh giá và xếp hạng trung bình là 6,06/10. Đồng thuận quan trọng của trang web là "Tình yêu kì lạ của Alex mang đến một cái nhìn sâu sắc mới mẻ - và người lớn phù hợp - đảm nhận tình dục tuổi teen được khơi dậy bởi sự hài hước thông minh và cách tiếp cận tiến bộ không sợ hãi." Trên Metacritic, bộ phim có điểm trung bình có trọng số là 62 trên 100, dựa trên 10 nhà phê bình, cho biết "đánh giá tích cực".